# 丸ノ内野村ビルディング
丸ノ内野村ビルディング（まるのうちのむらビルディング）は、かつて日本の東京都千代田区大手町二丁目に存在した建築物である。ここでは、同じく現存しない丸ノ内野村ビルディング3号館についても記す。

## 沿革
東京府東京市麹町区大手町二丁目2番地（現・東京都千代田区大手町二丁目1番1号）の地において、日清生命保険によりその本社屋として1930年（昭和5年）5月6日起工された後、1931年（昭和6年）5月25日上棟式が行われ、1932年（昭和7年）10月20日竣工した。当初は日清生命館と称された。
1941年（昭和16年）12月、日清生命保険は野村生命保険に吸収されたので建物は野村財閥の所有となり、名称も丸ノ内野村ビルディングと改められ、野村生命保険や野村銀行東京支店が入居した。敷地建物は戦後野村建設工業の設立により同社所有となったが1950年（昭和25年）8月15日同社から東京生命保険に譲渡された。その後も大和銀行の東京支店として使用されたが平成になり取り壊され、跡地には意匠の一部を継承した大手町野村ビルが1994年（平成6年）竣工した。
江戸時代には敷地を東西に道三堀が流れており道三橋が架かっていた。現在標識がある。

## 建築概要
時計塔のある建築で、設計は佐藤功一。施工は大林組。

## 丸ノ内野村ビルディング3号館
丸ノ内野村ビルディング3号館は1929年（昭和4年）竣工で、戦後の1957年（昭和32年）増築された。